# Marsupella condensata
Marsupella condensata là một loài rêu tản trong họ Gymnomitriaceae. Loài này được (Ångström) Lindb. ex Kaal. miêu tả khoa học lần đầu tiên năm 1893.